# Dudu Geva
Dudu Geva (hebreiska: דודו גבע, född 14 mars 1950, död 15 februari 2005, var en israelisk konstnär, författare, serieskapare och illustratör.

## Noterbara verk

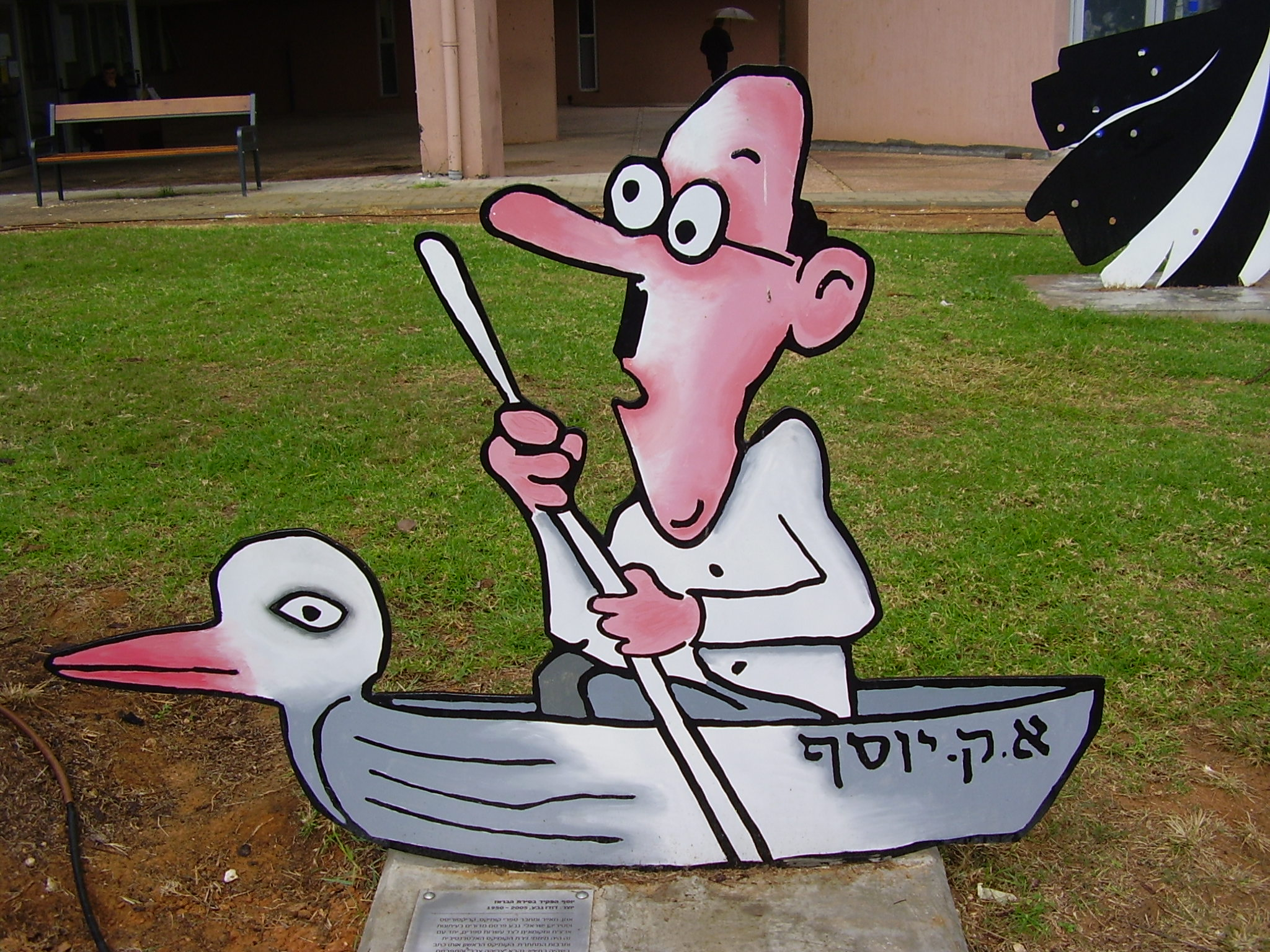